# Xylem Tube
Xylem Tube - мини-альбом электронного музыканта Ричарда Дэвида Джеймса, выпущенная под псевдонимом Aphex Twin в июне 1992 года на R&S Records. Все песни со сборника были вставлены в сборник classics.
EP состоит из четырех треков в стиле эйсид-техно. В хардкор- техно песне Tamphex использоваться семпл из телевизионной рекламы компании Tamphex

## Критический приём
Сайт Album of the Year оценило альбом на 87 балла из 100 возможных. Сайт Rate Your Music оценил альбом на 3 из 5 звёзд

## Трек лист
| №                   | Название                 | Длительность |
| ------------------- | ------------------------ | ------------ |
| 1.                  | «Polynomial-C»           | 4:42         |
| 2.                  | «Tamphex (Headphuq Mix)» | 6:28         |
| 3.                  | «Phlange Phace»          | 5:18         |
| 4.                  | «Dodeccaheedron»         | 6:05         |
| Общая длительность: | Общая длительность:      | 22:38        |